# Províncies Cedides i Conquerides
Províncies Cedides i Conquerides (Ceded and Conquered Provinces) fou una divisió administrativa de l'Índia Britànica administrada per la British East India Company del 1805 al 1835; abraçava el modern territori d'Uttar Pradesh (excepte les divisions de Lucknow i Faizabad a Awadh (Oudh) i algunes zones del territori de Delhi i la divisió de Kumaoon i part de la divisió de Garhwal al modern estat d'Uttarakhand. Aquesta entitat administrativa fou separada de fet de la presidència de Bengala el 1831 i el 1834 es va formar la presidència d'Agra que el 1835 va agafar el nom de Províncies del Nord-oest sota un tinent governador. El 1904, amb altres territoris, va esdevenir les Províncies Unides d'Agra i Oudh.

## Províncies cedides
El 1801 a l'Uttar Pradesh, només la regió de Benares i el fort d'Allahabad estaven sota domini britànic, quan el nabab d'Oudh, Saadat Ali, va cedir els territoris orientals, a canvi de protecció contra un atac procedent del nord-oest de l'afganès Zaman Shah Durrani, net d'Ahmad Shah Durrani. Els territoris cedits estaven formats pels districtes de Gorakhpur, Rohilkhand, Allahabad, Fatehpur, Cawnpore, Etawah, Mainpuri, Etah, part del de Mirzapur i les terai parganas de Kumaoon, que foren anomenats Ceded Provinces, dins la presidència de Bengala. El 1802 el nawab de Farrukhabad va cedir també el districte de Farrukhabad als britànics.

## Províncies conquerides
El 1803 va esclatar la Segona Guerra Anglo-Maratha i el general Lake va ocupar el districte de Meerut (incloent, després de la batalla de Ally Ghur, a Aligarh) i seguidament la resta de la província d'Agra incloent la mateixa ciutat i els districtes a l'entorn de Delhi. També foren incorporats els districtes de Banda i Hamirpur, més enllà del riu Jumna o Yamuna, i una part petita del districte de Jalaun.
El 1816, sota el tractat de Sugauli que va posar fi a la guerra anglo-nepalesa (1814-1816) la divisió de Kumaoon i el districte de Dehra Dun, al modern estat d'Uttarakhand, foren també incorporats.

## Administració
Tant les Ceded Provinces com las Conquered Provinces, unides en una sola entitat administrativa, foren posades sota dependència de la presidència de Bengala, amb seu a Calcuta, amb un governador. El 1831 les províncies foren separades fiscalment i judicialment i es van crear un Board of Revenue i un Sadr Diwani i Nizamat Adalat (Primera Cort Civil i Cort Criminal). El 1833 una llei del Parlament va crear la Presidència d'Agra oficialitzant la divisió de la presidència de Bengala. La nova presidència la van formar les Ceded and Conquered Provinces, i es va nomenar un governador, però la presidència mai no fou efectiva i el 1835 una altra llei del Parlament va canviar el nom de la regió a Províncies del Nord-oest (North Western Provinces) amb un tinent-governador, el primer dels quals fou Sir Charles Metcalfe, nomenat el 1836.